# Lilli Holste
Lilli Matilda Holste (* 25. April 2001) ist eine deutsche Handballspielerin, die für den deutschen Bundesligisten Sport-Union Neckarsulm aufläuft.

## Karriere
In der Jugend gelangte sie über Stationen beim VfL Bardenberg und der HSG Würselen in die Jugend des TSV Bayer 04 Leverkusen. Hier wurde sie mit der A-Jugend 2018 deutscher Meister und 2019 Vizemeister. 2020 unterschrieb sie ihren ersten Bundesligavertrag. Zur Saison 2022/23 wechselte sie zum Ligakonkurrenten HSG Bensheim/Auerbach. Im Sommer 2024 wechselte sie zur Sport-Union Neckarsulm.
Sie nahm mit der deutschen Juniorinnen-Nationalmannschaft an der U19-Europameisterschaft 2019 teil.